# Ernst Ladenburg
Wilhelm Heinrich Ernst Ladenburg (* 16. August 1854 in Mannheim; † 14. Juni 1921 in Frankfurt am Main) war Geheimer Kommerzienrat, einflussreicher deutscher Bankier und  Mitinhaber des Bankhauses Ladenburg, aus dem u. a. später die Deutsche Bank hervorging.

## Familie
Ladenburg entstammte der reichen Familie Ladenburg. Er war der Sohn des jüdischen Handelsmanns und Bürgerausschussmitglieds Moritz Ladenburg (* 20. September 1818 in Mannheim; † 17. April 1872 ebenda). Der Vater war der Sohn des Bankiers Herrmann Ladenburg (1791–1862) und der Sara Mayer (1793–1855). Die Mutter Henriette, geborene Ladenburg (* 3. Juli 1825 in Mannheim; † 2. Februar 1891 ebenda) war die Tochter von Seligmann Ladenburg.
Ladenburg war zunächst jüdischen Glaubens und konvertierte später zur evangelischen Konfession. Er heiratete Sophie Friederike Georgine, geborene Schramm (1866–1895).
Die Tochter Olga Anna Henriette Ladenburg (1889–1968) heiratete 1911 den Frankfurter Großkaufmann und seinerzeit Eigentümer der größten privaten Musikbibliothek Europas, Paul Hirsch, den Bruder von Robert von Hirsch.

## Leben
Ladenburg besuchte von 1863 bis 1871 das Großherzogliche Lyzeum in Mannheim und leistete dann Militärdienst und wurde Reserveoffizier eines Dragonerregimentes. Nach einem Paris-Aufenthalt trat er um 1886 in das Frankfurter Bankhaus seines Onkels Emil Ladenburg ein. Nach dessen Tod 1902 wurde er Mitinhaber.
Ab 1917 war er Aufsichtsratsvorsitzender der süddeutschen Disconto-Gesellschaft und Aufsichtsratsmitglied unter anderem bei der Berliner Disconto-Gesellschaft und des Vereins Deutscher Ölfabriken Mannheim. Er gehörte dem Präsidium der Handelskammer Frankfurt an und war von 1919 bis 1921 deren Präsident. Er wirkte ehrenamtlich als Handelsrichter und unterstützte die Gründung der Universität Frankfurt durch die 1897 gebildete Wilhelm-Ladenburg-Stiftung.

## Politik
Ladenburg war von 1901 bis 1919 Stadtverordneter in Frankfurt am Main und 1911/1912 stellvertretender Vorsitzender. Zwischen 1905 und 1919 gehörte er dem Nassauischen Kommunallandtag an, wo er als Mitglied des Finanzausschusses mitarbeitete. Er gehörte der Nationalliberalen Partei an.